# Ижуи
Ижуи́ (порт. Ijuí) — муниципалитет в Бразилии, входит в штат Риу-Гранди-ду-Сул. Составная часть мезорегиона Северо-запад штата Риу-Гранди-ду-Сул. Входит в экономико-статистический микрорегион Ижуи. Население составляет 83 475 человек на 2019 год. Занимает площадь 689,124 км². Плотность населения — 121,1 чел./км².
Праздник города — 19 октября.

## История
Город основан 19 октября 1890 года.

## Статистика
- Валовой внутренний продукт на 2004 год составляет 788 789 000,00 реалов (данные: Бразильский институт географии и статистики).
- Валовой внутренний продукт на душу населения на 2004 год составляет 10 061,00 реалов (данные: Бразильский институт географии и статистики).
- Индекс развития человеческого потенциала на 2000 год составляет 0,803 (данные: Программа развития ООН).

## География
Климат местности: субтропический гумидный.

## Галерея

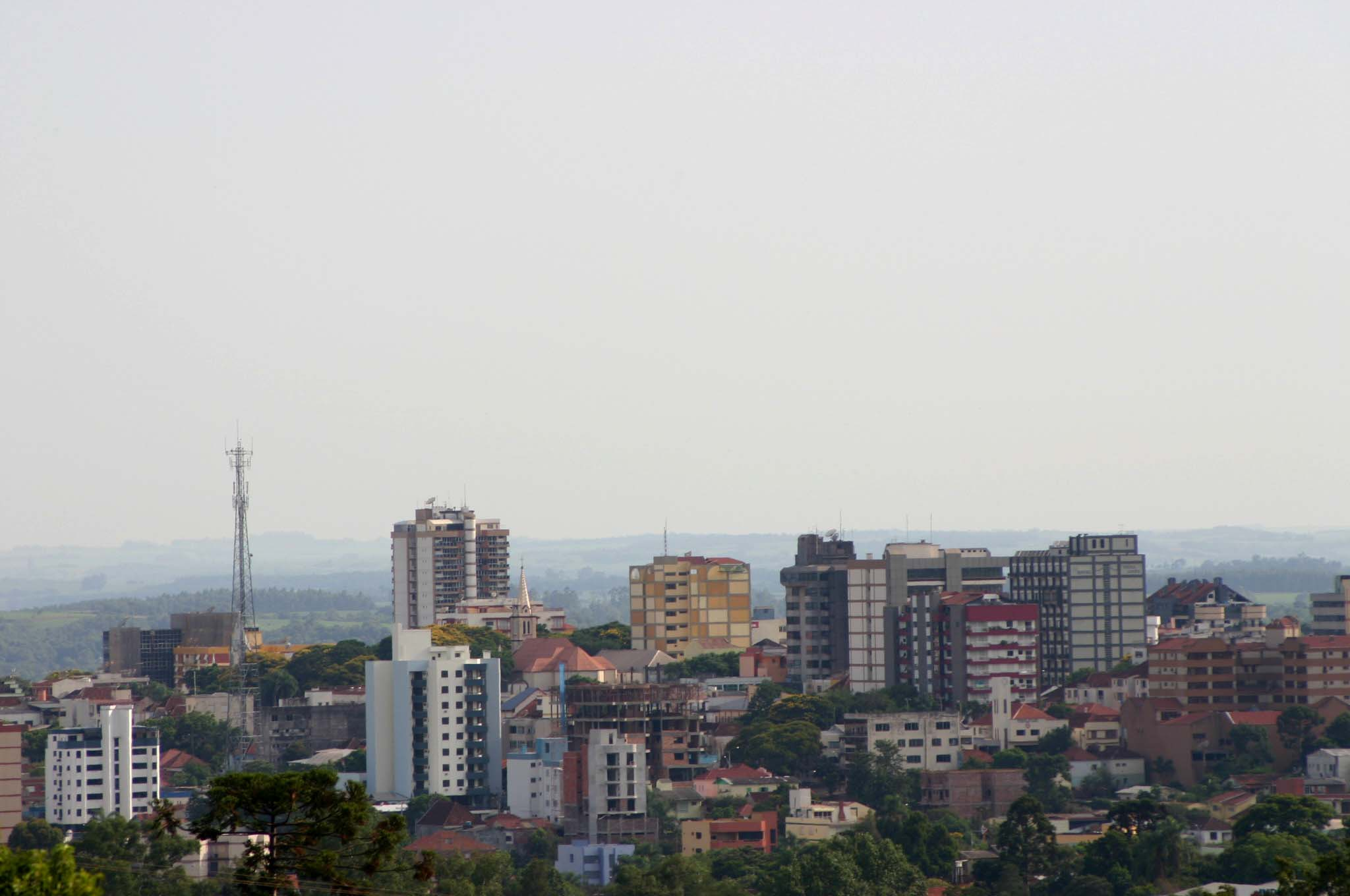
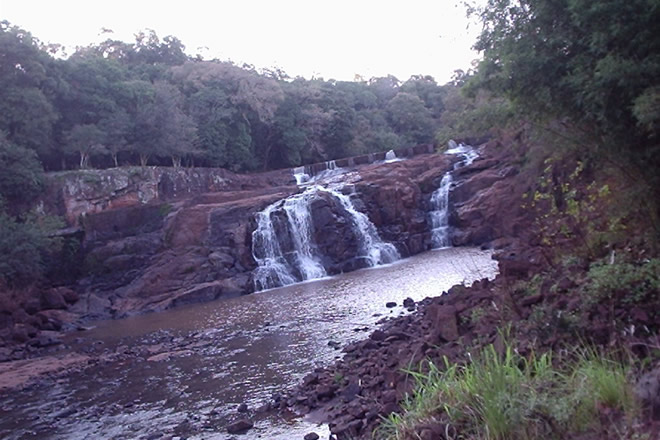
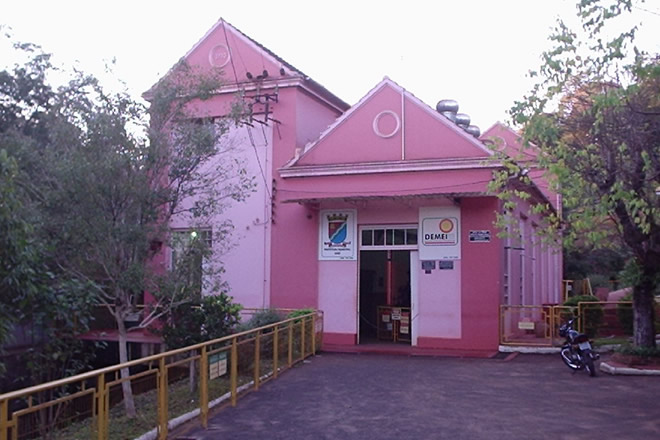
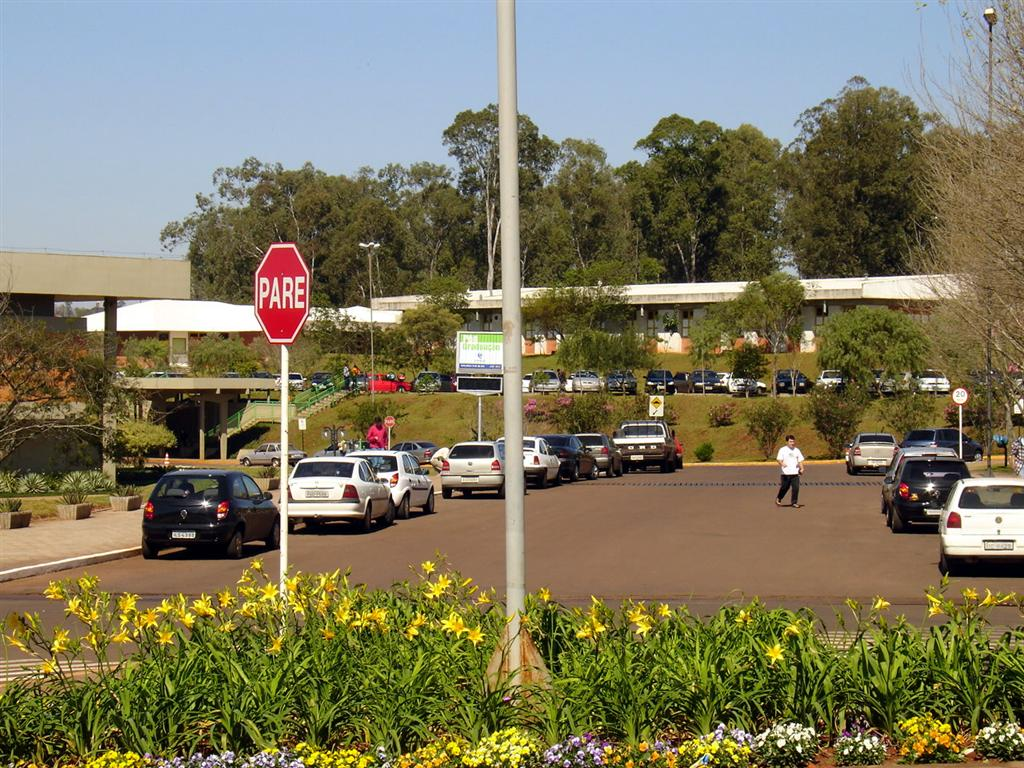